# 2013 FZ27
2013 FZ27, تكتب أيضا 2013 FZ27 هو جرم وراء نبتوني . إعتباراً من 2014 يقع هذا الجرم الفلكي بالقرب من حزام كايبر . تم الإعلان عن اكتشافة في أبريل 2014 . قدرة المطلق 4 مما يجعلة كوكب قزم محتمل. يقدر قطر الجرم بحوالي 500 كم ( 310 ميل ) وذلك مبني على إفتراض ان لة بياض 0.15 .
2013 FZ27 سيأتي إلى الحضيض في سبتمبر 2090 (في قاعدة 68-95-99.7 سنة الشك مرور الحضيض هى أكثر قليلا من أسبوع) بهامش خطاء يقدر بأسبوع على مسافة 37.98 وحدة فلكية . بالنسبة لعام 2014، في أن 2013 FZ27 يبعد 49 وحدة فلكية عن الشمس وله قدر ظاهري 21.1 m.

## عمليات الرصد
لوحظ 2013 FZ27 لأول مرة في 16 مارس 2013، وكان له قوس مراقبة مدتة حوالي سنة واحدة عندما أعلن عن إكتشافة. وفي أواخر فبراير 2014 كان في وضع مقابلة . ولقد تم العثور بسرعة على أربع صور قديمة، إلتقطت في 21 فبراير 2013 بواسطة مسح بان-ستارس الفلكي في مرصد هالاكالا. وقد تم تحديد ثماني صور إضافية، من بان-ستارس خلال الفترة من يناير وفبراير 2011، مددت قوس المراقبة إلى 1151 يوما. وفي وقت لاحق، عثر أيضا على ثلاثة ملاحظات مسبقة من استطلاع مسح سلووان الرقمي للسماء في فبراير 2001، مما يعطيه قوس مراقبة محددا جيدا مدتة 13 عاما (4782 يوما).